# Брусницкая сельская община
Брусницкая сельская община (укр. Брусницька сільська громада) — территориальная община в Вижницком районе Черновицкой области Украины.
Административный центр — село Брусница.
Население составляет 9953 человек. Площадь — 97,3 км².
В соответствии с распоряжением Кабинета Министров Украины от 12 июня 2020 года, в состав общины вошла территория Брусницкого, Верхнестановецкого и Нижнестановецкого сельских советов упразднённого Кицманского района

## Населённые пункты
В состав общины входит 10 сёл:
- Брусница
  - Диброва
  - Зеленов
  - Кальновцы
  - Остра
  - Чертория
- Верхнестановецкий старостинский округ:
  - Верхние Становцы
- Нижнестановецкий старостинский округ:
  - Брусенки
  - Виноград
  - Нижние Становцы